# 努姆比埃爾省
努姆比埃爾省（法語：Noumbiel）是布基納法索西南大區東南部的一個省，面積2,736平方公里。2006年人口69,992人。首府巴捷。
本區下轄四縣。